# 叉尾鮄杜父魚
叉尾鮄杜父魚，為輻鰭魚綱鮋形目杜父魚亞目杜父魚科的其中一種，為溫帶海水魚，分布於西北太平洋日本海、鄂霍次克海至白令海西部海域，棲息深度15-460公尺，體長可達16.8公分，棲息在砂泥底質底層水域，生活習性不明。

## 扩展阅读
維基物種上的相關：叉尾鮄杜父魚